# Сайдчейн
Сайдчейн (англ. SideChain) — разновидность блокчейна, который отличается от биткойнового своими возможностями и функциями. Также как и биткойновый блокчейн, пользуется развитой сетью и компьютерной инфраструктурой биткойна, при этом не снижая его безопасность в целом.

## Принцип действия
Взаимодействует с блокчейном через двухканальный штифт - криптографическое средство передачи активов в блокчейн и из блокчейна без участия третьей стороны. 